# Salaison (rivière)
Pour les articles homonymes, voir Salaison (homonymie).
Le Salaison est un cours d'eau côtier de l'Hérault, en région Occitanie, alimentant l'étang de l'Or à l'est de Montpellier, et confluant avec le canal d'irrigation du Bas-Rhône Languedoc.

## Géographie
De 24,9 km de longueur, il prend sa source sur la commune de Guzargues à une vingtaine de kilomètres de son embouchure. Il traverse ensuite les communes d'Assas, de Teyran, Jacou, Le Crès (le cours d'eau y fait la limite avec Vendargues), Saint-Aunès puis Mauguio. Le cours actuel du Salaison rejoint l'étang de l'Or par un delta artificiel constitué de deux bras au lieu-dit des Cabanes du Salaison.

## Ses affluents
Le Salaison reçoit dans sa partie amont de nombreux ruisseaux temporaires provenant des garrigues. Ces cours d'eau sont à sec en dehors des périodes orageuses d'automne.
Il reçoit également trois affluents qui sont d'amont en aval :
- le ruisseau de Cassagnole (également appelé Massillan), affluent le plus long, prend sa source sur la commune de Saint-Vincent-de-Barbeyrargues, puis traverse les communes d'Assas et Teyran ;
- le ruisseau de la Mayre, alimenté par les sources de Jacou, rejoint le Salaison au Crès ;
- la Balaurie, située sur les communes de Saint-Aunès et Mauguio, apporte un débit important lors des crues.